# HMS Constant Warwick (1645)
HMS Constant Warwick – angielska fregata zwodowana w 1645 roku, początkowo służąca jako statek handlowy, zaś od 1666 roku będąca okrętem Royal Navy. Jest uważana za jeden z pierwszych statków w swojej klasie.

## Służba
Statek został zbudowany w 1645 roku dla konsorcjum, w którego skład wchodzili Robert Rich, 2. hrabia Warwick oraz William Batten. Początkowo był użytkowany jako statek handlowy, okresowo wypożyczany marynarce wojennej. W marcu 1664 roku zlecono jego przebudowę, podczas której przystosowano go do permanentnej służby w Royal Navy. 21 czerwca 1666 roku przebudowa została ukończona, a kontrolę nad statkiem przejęła angielska marynarka. Pierwszym kapitanem okrętu został Robert Ensom. W latach 1667–1669 okręt operował u wybrzeży Portugalii i na Morzu Śródziemnym. W 1673 roku wziął udział w wojnie przeciwko Republice Zjednoczonych Prowincji. Uczestniczył wówczas w trzech morskich bitwach: dwóch pod Schooneveld oraz jednej pod Texel.
W 1677 roku okręt poddano przebudowie. W tym samym roku odbył on również podróż na Barbados. W 1685 roku dokonano kolejnej przebudowy. W 1690 statek wziął udział w bitwie morskiej pod Beachy Head przeciwko marynarce francuskiej. W 1691 roku u wybrzeży Portugalii został przechwycony przez jednostki francuskie.

## Opis konstrukcji
Statek miał długość ok. 27,5 metra i szerokość ok. 8,5 metra. Jego wyporność wynosiła ok. 379,8 tony. Początkowo na jego pokładzie mieściły się 32 działa. Po przebudowie w 1677 roku ich liczbę zwiększono do 42, z czego 20 zlokalizowano na pokładzie dolnym, 18 – na pokładzie górnym, zaś 4 – na nadbudówce. W 1685 roku liczbę dział na pokładzie dolnym zmniejszono do 18, przez co suma dział na całym statku spadła do 40. W 1691 roku, na krótko przed utraceniem okrętu przez Royal Navy, liczba dział została dodatkowo zredukowana do 28.